# Fakulteta za socialne znanosti na Dunaju
Fakulteta za socialne znanosti (izvirno nemško Fakultät für Sozialwissenschaften), s sedežem na Dunaju, je fakulteta, ki je članica Univerze na Dunaju.